# Верспронк, Иоганнес Корнелисзон
Иоганнес (Ян) Корнелисзон Верспронк (нидерл. Johannes Cornelisz Verspronck; между 1597 и 1603, Харлем — похоронен 30 июня 1662, Харлем) — голландский живописец портретного жанра Золотого века искусства Нидерландов.

## Жизнь и творчество
Иоганнес Верспронк был старшим сыном живописца-портретиста Корнелиса Энгельсзона из города Гауда и Маритге Янсдр Роденрейсен. Иоганнес, вероятно, учился живописи у отца, а также долгое время жил с его родителями. В 1632 году он вступил в Гильдию Святого Луки и всю жизнь работал портретистом своих сограждан в Харлеме.
Верспронк был на двадцать лет моложе своего земляка Франса Халса и, возможно, работал в его мастерской. В любом случае, Верспронк находился под сильным влиянием живописи своего старшего коллеги. Он жил на Синт-Янсстраат и имел богатую клиентуру. Манера его живописи и характеры изображаемых им персонажей также указывают на влияние творчества Франса Халса. Особый интерес у заказчиков, в первую очередь у женщин, вызывало мастерское изображение Верспронком различных мелочей на его картинах — драгоценностей, цветов, тканей. Так, в 1662 году он написал групповой портрет женщин, возглавлявших комиссию благотворительного общества Дома Святого Духа («Heilige Geesthuis»), заседающих за большим совещательным столом.
Известно около ста картин Верспронка. Одна из них, «Девочка в голубом платье», украшала голландскую банкноту достоинством в 25 гульденов, выпущенную в оборот в сентябре 1945 года. Помимо портрета девочки в голубом платье, его наиболее важными работами являются два групповых портрета регентесс приюта церкви Святой Елизаветы в Харлеме (St Elizabeth Gasthuis, 1641). Вместе с таким же портретом регентов Святой Елизаветы работы Халса эти картины экспонируются в музее Франса Халса в Харлеме.
Известно также, что портрет амстердамского торговца Жана ле Гуше (1634) приобрёл для своей коллекции Герман Геринг. Эта картина была возвращена законному владельцу в 2006 году, после чего была продана на аукционе. В 1945 году в Берлине погибла при пожаре картина Верспронка «Портрет молодой женщины». Художник также известен своими «фигурами-обманками», изображающих спящих детей.
В санкт-петербургском Эрмитаже имеются парные портреты (мужской и женский) работы Верспронка.

## Галерея

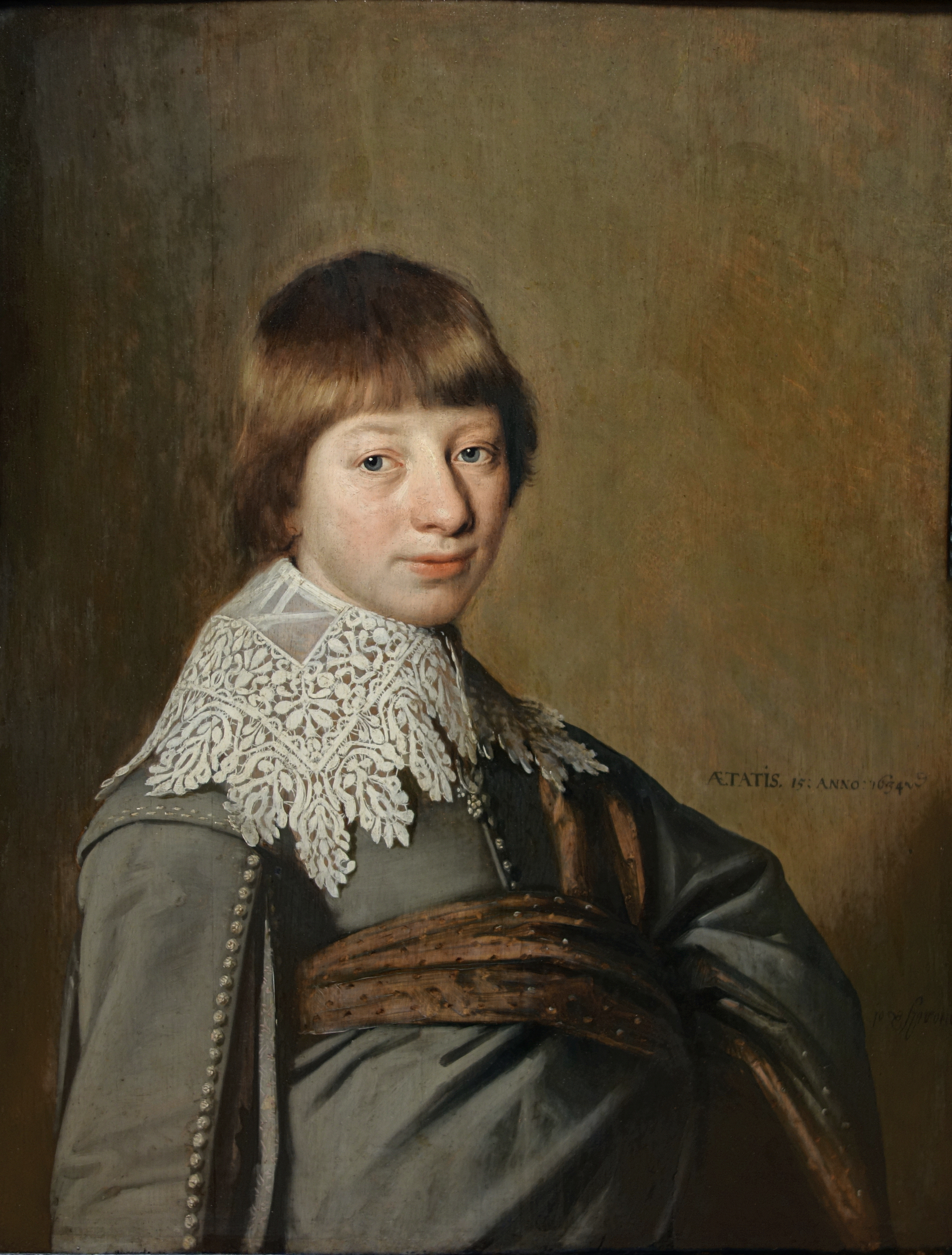
Портрет молодого человека. 1634. Дерево, масло. Дворец изящных искусств, Лилль
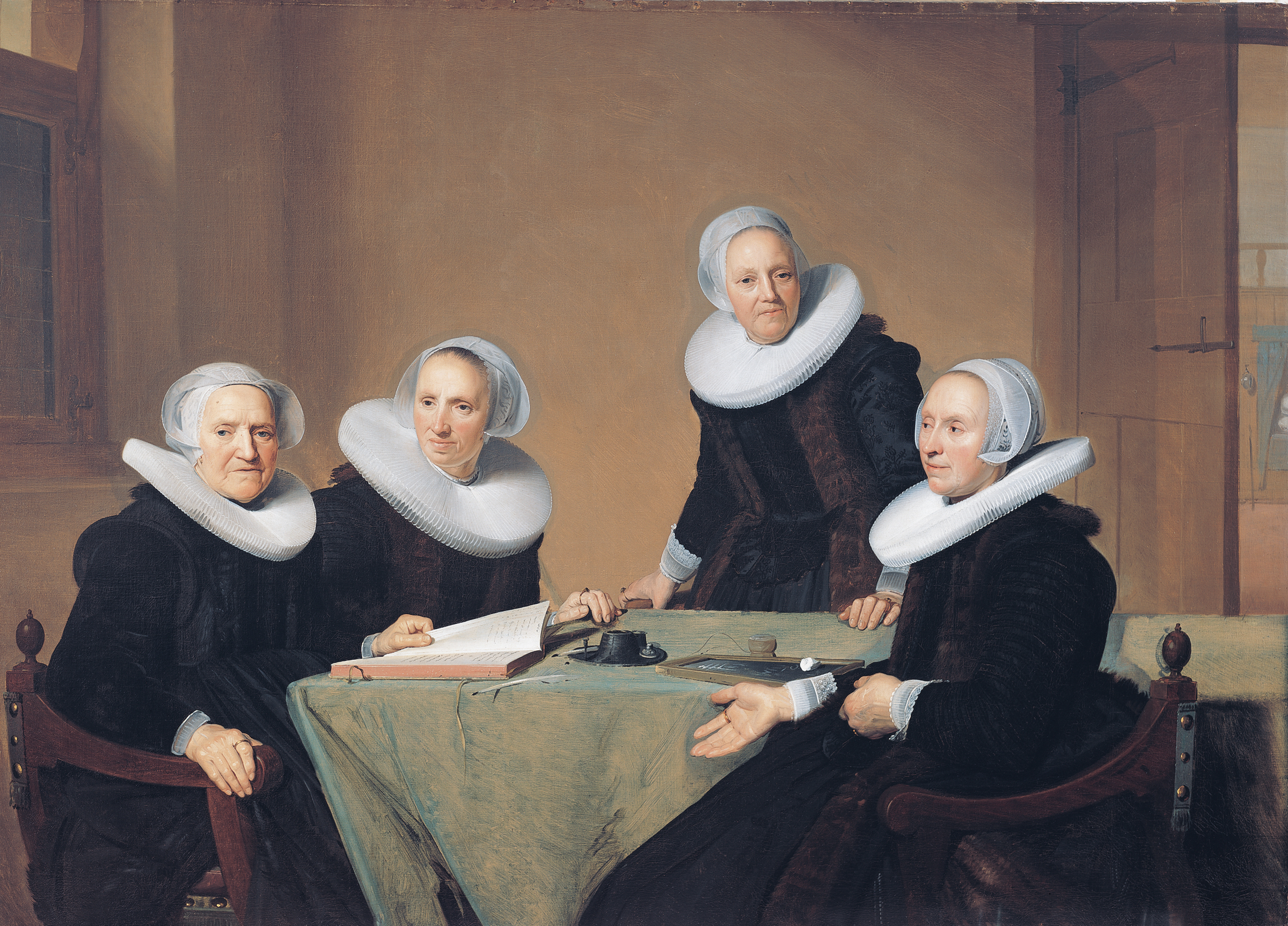
Групповой портрет регентесс приюта церкви Святой Елизаветы в Харлеме. 1641. Холст, масло. Музей Франса Халса, Харлем
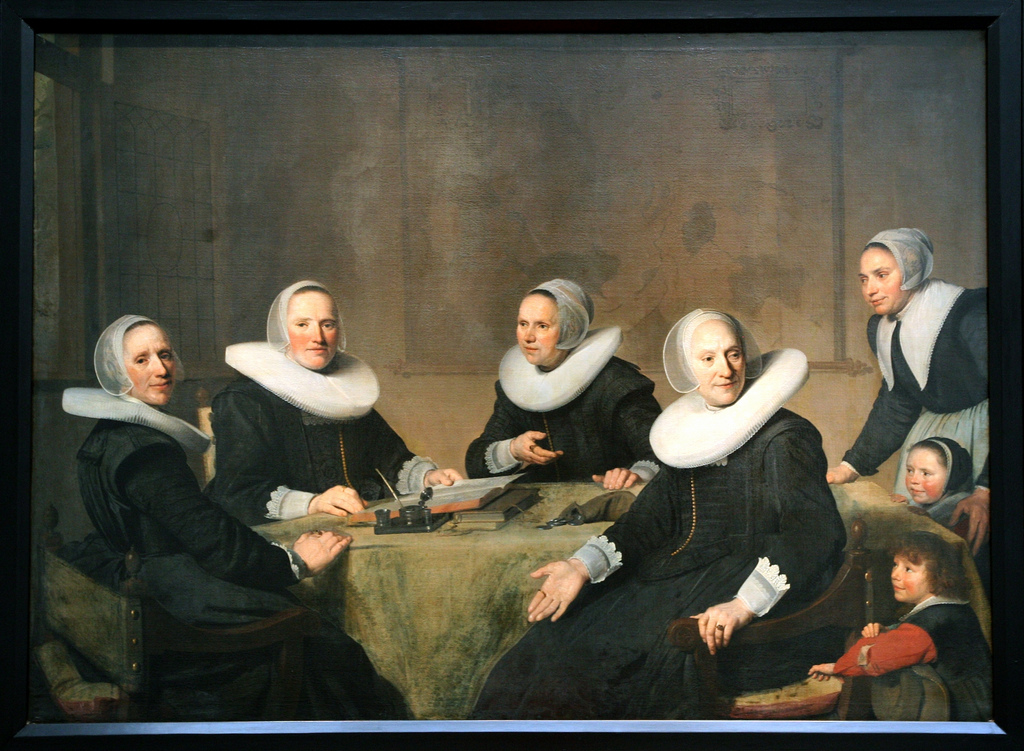
Групповой портрет регентесс Дома Святого Духа в Харлеме. 1662. Холст, масло. Музей Франса Халса, Харлем
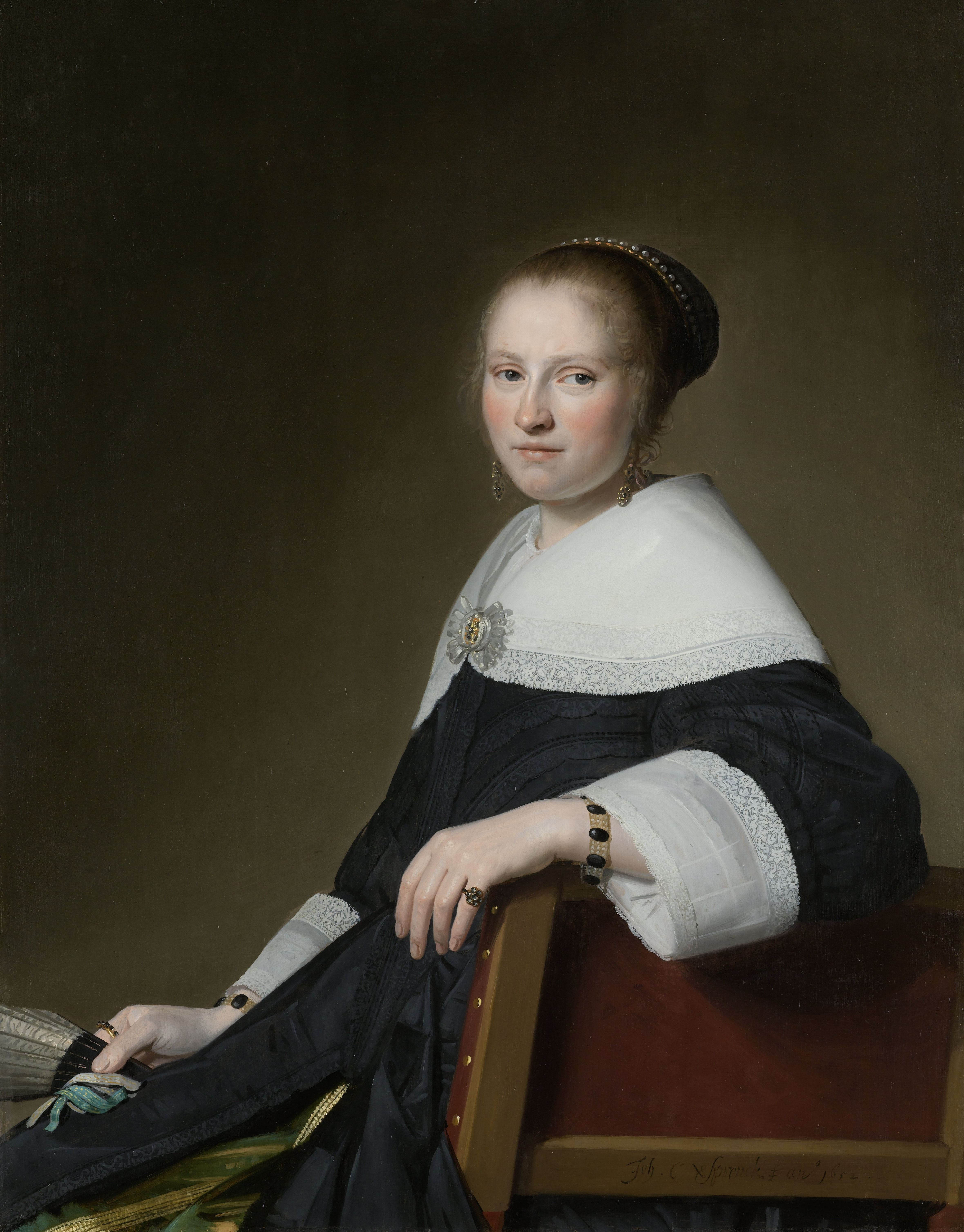
Портрет Марии ван Стрийп. 1652. Дерево, масло. Рейксмюсеум, Амстердам
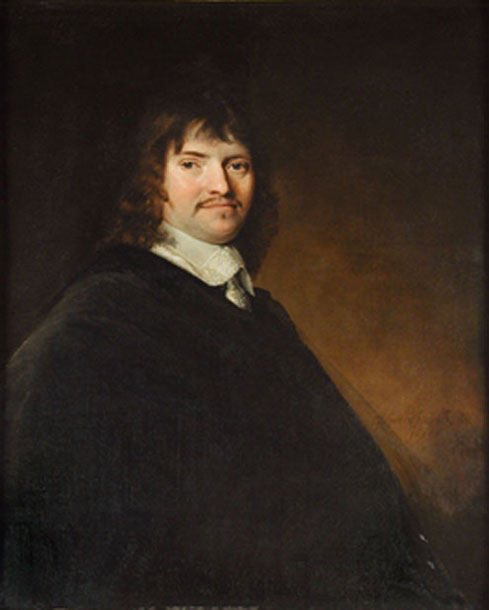
Портрет кавалера. 1651. Дерево, масло. Государственный музей декоративного искусства, Буэнос-Айрес
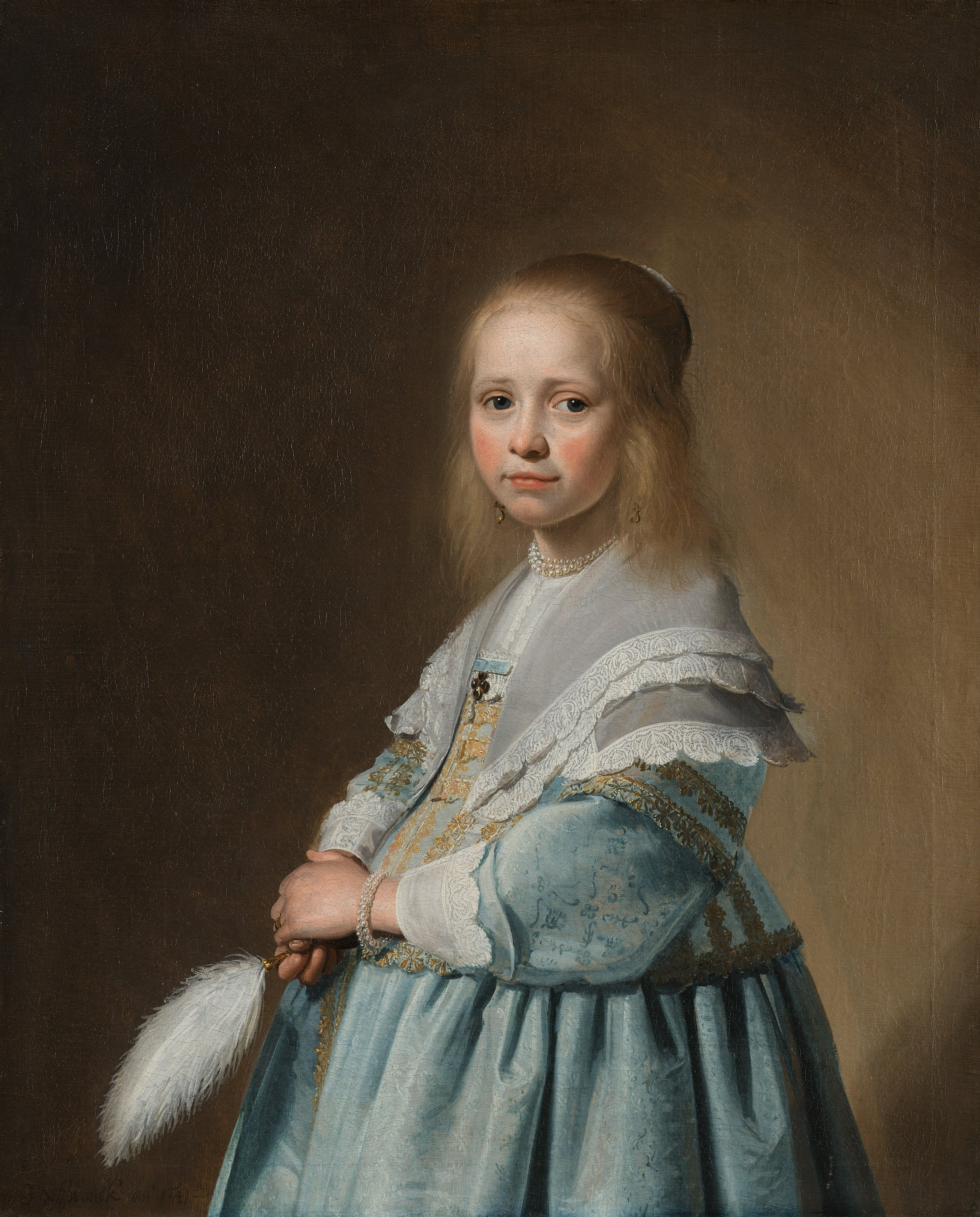
Портрет девочки в голубом платье. 1641. Холст, масло. Рейксмюсеум, Амстердам
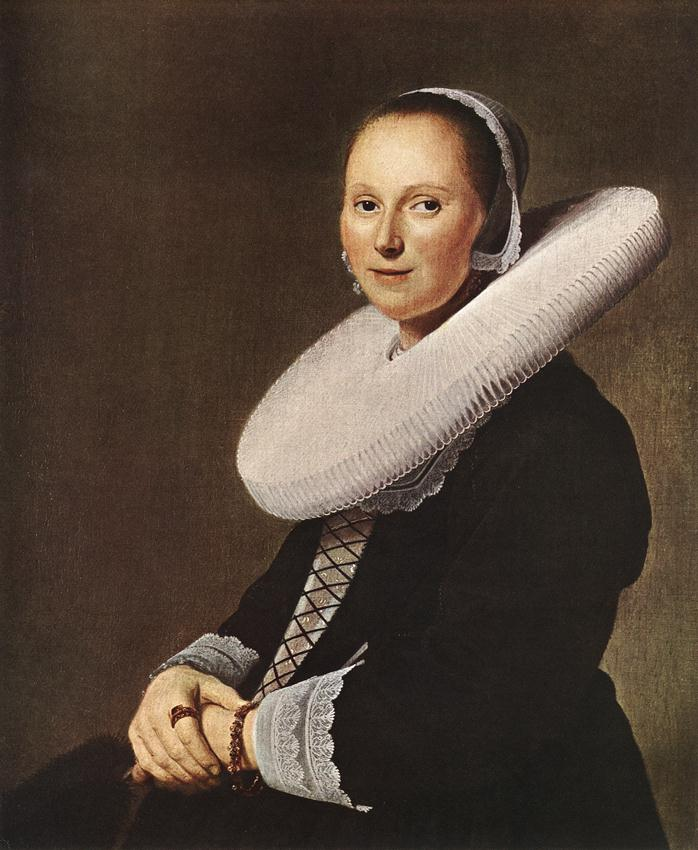
Портрет молодой женщины. 1644. Холст, масло. Государственный Эрмитаж, Санкт-Петербург